# Monument la mormântul ostașilor căzuți în 1941-1945 (Sărata Galbenă)
Monumentul la mormântul ostașilor căzuți în 1941-1945 este un monument amplasat în Sărata Galbenă, raionul Hîncești, Republica Moldova. Este un monument istoric de importanță națională inclus în Registrul monumentelor Republicii Moldova ocrotite de stat cu nr. 650 (raionul Hîncești). Datează din 1971.